# Liste der Baudenkmale in Grothe
In der Liste der Baudenkmale in Grothe sind die Baudenkmale der niedersächsischen Ortschaft Grothe der Gemeinde Badbergen aufgelistet. Die übrigen Ortsteile sind in eigenständigen Listen aufgeführt.
Die Quelle der Baudenkmale ist der Denkmalatlas Niedersachsen. Der Stand der Liste ist der 10. Dezember 2024.

## Allgemein
In den Spalten befinden sich folgende Informationen:
- Lage: die Adresse des Baudenkmales und die geographischen Koordinaten. Kartenansicht, um Koordinaten zu setzen. In der Kartenansicht sind Baudenkmale ohne Koordinaten mit einem roten Marker dargestellt und können in der Karte gesetzt werden. Baudenkmale ohne Bild sind mit einem blauen Marker gekennzeichnet, Baudenkmale mit Bild mit einem grünen Marker.
- Bezeichnung: Bezeichnung des Baudenkmales
- Beschreibung: die Beschreibung des Baudenkmales. Unter § 3 Abs. 2 NDSchG werden Einzeldenkmale und unter § 3 Abs. 3 NDSchG Gruppen baulicher Anlagen und deren Bestandteile ausgewiesen.
- ID: die Objekt-ID des Baudenkmales
- Bild: ein Bild des Baudenkmales, ggf. zusätzlich mit einem Link zu weiteren Fotos des Baudenkmals im Medienarchiv Wikimedia Commons. Wenn man auf das Kamerasymbol klickt, können Fotos zu Baudenkmalen aus dieser Liste hochgeladen werden:

## Grothe

### Gruppe: Hof Roeßmann-Lindenbaum
Die Gruppe „Hof Roeßmann-Lindenbaum“ besteht aus einer mehrseitigen Hofanlage mit einem großen Garten unter einem hohen Baumbestand. Die Gruppe hat die ID 45196478.

| Lage                                          | Bezeichnung              | Beschreibung | ID       | Bild |
| --------------------------------------------- | ------------------------ | --- | -------- | ---- |
| Alte Heerstraße 2 52° 38′ 11″ N, 7° 58′ 19″ O | Wohn-/Wirtschaftsgebäude | Das zweigeschossige Fachwerkgebäude wurde ähnlich einem Zweiständergebäude 1689 als Vogtshof errichtet. Das Dach wurde zu einem Halbwalm umgebaut. Eine Erneuerung erfolgte 1955. | 45196549 | BW   |
| Alte Heerstraße 2 52° 38′ 12″ N, 7° 58′ 20″ O | Scheune                  | 1896 wurde die Fachwerkscheune mit zwei Querdurchfahrten unter einem Satteldach errichtet. Beide Giebel kragen zweifach vor.                                                      | 45196693 | BW   |
| Alte Heerstraße 2 52° 38′ 11″ N, 7° 58′ 20″ O | Scheune                  | Das Fachwerkgebäude steht unter einem Satteldach. | 45196815 | BW   |
| Alte Heerstraße 2 52° 38′ 12″ N, 7° 58′ 19″ O | Stall                    | Das Fachwerkgebäude steht unter einem Satteldach. | 45196781 | BW   |
| Alte Heerstraße 2 52° 38′ 12″ N, 7° 58′ 17″ O | Wirtschaftsgebäude       | 1914 wurde das Backsteingebäude als Querdielenhaus mit Zwerchgiebel unter einem Satteldach errichtet.                                                                             | 45196841 | BW   |

### Gruppe: Hof Ortbrink
Die Gruppe „Hof Ortbrink“ besteht aus einer mehrseitigen Hofanlage. Die Gruppe hat die ID 45197377.

| Lage                                             | Bezeichnung              | Beschreibung | ID       | Bild |
| ------------------------------------------------ | ------------------------ | --- | -------- | ---- |
| Bahnhofstraße 20a, 20b 52° 38′ 5″ N, 7° 58′ 6″ O | Wohn-/Wirtschaftsgebäude | Das Zweiständer-Hallenhaus wurde 1844 unter einem Satteldach errichtet.                                          | 45197447 | BW   |
| Bahnhofstraße 20 52° 38′ 5″ N, 7° 58′ 7″ O       | Scheune                  | Die Fachwerkscheune mit Quereinfahrten wurde unter einem Satteldach errichtet. Beide Giebel kragen zweifach vor. | 45197500 | BW   |
| Bahnhofstraße 20 52° 38′ 5″ N, 7° 58′ 8″ O       | Wagenschauer/Remise      | Das Fachwerkgebäude wurde im 19. Jahrhundert errichtet.                                                          | 51667689 | BW   |

### Gruppe: Hof Schulenburg
Die Gruppe „Hof Schulenburg“ besteht aus einer mehrseitigen Hofanlage. Die Gruppe hat die ID 45197739.

| Lage                                        | Bezeichnung              | Beschreibung | ID       | Bild |
| ------------------------------------------- | ------------------------ | --- | -------- | ---- |
| Bahnhofstraße 21 52° 38′ 5″ N, 7° 58′ 11″ O | Wohn-/Wirtschaftsgebäude | Das Zweiständer-Hallenhaus wurde 1819 unter einem Satteldach errichtet. Der Wirtschaftsgiebel kragt dreifach, der Wohngiebel zweifach vor. Ein Umbau erfolgte 1928. | 45197758 | BW   |
| Bahnhofstraße 21 52° 38′ 5″ N, 7° 58′ 12″ O | Scheune                  | Die Fachwerkscheune mit zwei Querdurchfahrten steht unter einem Satteldach. Beide Giebel kragen zweifach vor.                                                       | 45197868 | BW   |
| Bahnhofstraße 21 52° 38′ 6″ N, 7° 58′ 11″ O | Stall                    | Der Fachwerkstall steht unter einem Satteldach. | 51667815 | BW   |
| Bahnhofstraße 21 52° 38′ 5″ N, 7° 58′ 12″ O | Wagenschauer/Remise      | Das Fachwerkgebäude steht unter einem Satteldach. | 45197924 | BW   |

### Gruppe: Artländer Hof, ehemals Hof Wessel König, früher Brörmann
Die Gruppe „Artländer Hof, ehemals Hof Wessel König, früher Brörmann“ besteht aus einer mehrseitigen Hofanlage. Sie ist keine Gruppe im eigentlichen Sinne mehr, weil die Gebäude hierher transloziert wurden. Sie sind heute Teil der Artland-Dörffler Fleischwarenfabrik.

| Lage                                         | Bezeichnung              | Beschreibung | ID       | Bild |
| -------------------------------------------- | ------------------------ | --- | -------- | ---- |
| Bahnhofstraße 134 52° 38′ 4″ N, 7° 57′ 49″ O | Wohn-/Wirtschaftsgebäude | Das Zweiständer-Hallenhaus wurde 1817 unter einem Satteldach errichtet. Der Wirtschaftsgiebel kragt dreifach, der Wohngiebel zweifach vor. | 45198083 | BW   |
| Bahnhofstraße 134 52° 38′ 4″ N, 7° 57′ 48″ O | Scheune                  | Die Fachwerkscheune wurde 1817 errichtet und vom Hof Harßmann aus Langen hierher transloziert.                                             | 45198173 | BW   |
| Bahnhofstraße 134 52° 38′ 4″ N, 7° 57′ 50″ O | Speicher                 | Der Fachwerkspeicher unter einem Satteldach wurde hierher transloziert. Der Vordergiebel kragt zweifach vor.                               | 45198123 | BW   |
| Bahnhofstraße 134 52° 38′ 2″ N, 7° 57′ 49″ O | Backhaus                 | Das eingeschossige Fachwerkgebäude wurde 1793 errichtet und später hierher transloziert worden.                                            | 45198194 | BW   |

### Gruppe: Hof Brunswinkel, ehemals Meyer zu Bergfeld
Die Gruppe „Hof Brunswinkel, ehemals Meyer zu Bergfeld“ besteht aus einer mehrseitigen Hofanlage mit einem großen Garten aus dem 18. und 19. Jahrhundert. Die Gruppe hat die ID 45198315.

| Lage                                         | Bezeichnung              | Beschreibung | ID       | Bild |
| -------------------------------------------- | ------------------------ | --- | -------- | ---- |
| Bergfelder Ort 1 52° 39′ 0″ N, 7° 58′ 38″ O  | Wohn-/Wirtschaftsgebäude | Das Vierständer-Hallenhaus wurde 1739 unter einem Satteldach errichtet.                                                                        | 45198360 | BW   |
| Bergfelder Ort 1 52° 39′ 1″ N, 7° 58′ 39″ O  | Scheune                  | Die Fachwerkscheune mit Querdurchfahrt wurde 1868 unter einem Satteldach errichtet. Beide Giebel kragen dreifach vor. Ein Umbau erfolgte 1937. | 45198553 | BW   |
| Bergfelder Ort 1 52° 39′ 0″ N, 7° 58′ 39″ O  | Stall                    | Der Fachwerkstall war ehemals als Scheune mit Querdurchfahrt 1733 unter einem Satteldach errichtet worden. Beide Giebel kragen dreifach vor.   | 45198817 | BW   |
| Bergfelder Ort 1 52° 39′ 0″ N, 7° 58′ 40″ O  | Stall                    | Als Stall wurde das massive Backsteingebäude mit Zwerchgiebel errichtet.                                                                       | 45199172 | BW   |
| Bergfelder Ort 1 52° 38′ 59″ N, 7° 58′ 38″ O | Speicher                 | Der zweigeschossige Fachwerkspeicher wurde 1747 unter einem Satteldach errichtet. Beide Giebel kragen zweifach vor.                            | 45198415 | BW   |
| Bergfelder Ort 1 52° 38′ 56″ N, 7° 58′ 35″ O | Wagenschauer/Remise      | Der Wagenschauer ist aus dem ehemaligen Backhaus von 1820 erbaut worden.                                                                       | 45199067 | BW   |
| Bergfelder Ort 1 52° 39′ 1″ N, 7° 58′ 40″ O  | Wagenschauer/Remise      | Das Fachwerkgebäude mit vier Quereinfahrten steht unter einem Satteldach. Der Giebel kragt zweifach vor.                                       | 45199366 | BW   |
| Bergfelder Ort 1 52° 39′ 0″ N, 7° 58′ 41″ O  | Wagenschauer/Remise      | Das Fachwerkgebäude mit drei Quereinfahrten steht unter einem Satteldach.                                                                      | 45199393 | BW   |
| Bergfelder Ort 1 52° 39′ 1″ N, 7° 58′ 42″ O  | Toranlage                | Die Toranlage (Hofeinfahrt) wurde 1738 als Fachwerkgebäude unter einem Satteldach errichtet.                                                   | 47265253 | BW   |

### Gruppe: Hof Vogt-Drühe
Die Gruppe „Hof Vogt-Drühe“ besteht aus einer mehrseitigen Hofanlage mit einem Baumbestand. Die Gruppe hat die ID 35319881.

| Lage                                         | Bezeichnung              | Beschreibung | ID       | Bild |
| -------------------------------------------- | ------------------------ | --- | -------- | ---- |
| Bergfelder Ort 4 52° 38′ 56″ N, 7° 58′ 34″ O | Wohn-/Wirtschaftsgebäude | Das Vierständer-Hallenhaus wurde 1733 unter einem Satteldach errichtet und 1840 umgebaut. Wohn- und Wirtschaftsgiebel kragen jeweils dreifach vor. | 35466971 | BW   |
| Bergfelder Ort 4 52° 38′ 57″ N, 7° 58′ 33″ O | Scheune                  | Die Fachwerkscheune wurde 1849 unter einem Satteldach errichtet. Beide Giebel kragen jeweils dreifach vor.                                         | 35466948 | BW   |
| Bergfelder Ort 4 52° 38′ 57″ N, 7° 58′ 34″ O | Stall                    | Der Fachwerkstall wurde unter einem Satteldach errichtet. Beide Giebel kragen jeweils zweifach vor.                                                | 45208871 | BW   |
| Bergfelder Ort 4 52° 38′ 56″ N, 7° 58′ 34″ O | Stall                    | Der Fachwerkstall wurde unter einem Satteldach errichtet.                                                                                          | 45208911 | BW   |
| Bergfelder Ort 4 52° 38′ 56″ N, 7° 58′ 36″ O | Backhaus                 | Das Fachwerkgebäude wurde 1749 unter einem Satteldach errichtet. Beide Giebel kragen jeweils zweifach vor.                                         | 35468126 | BW   |
| Bergfelder Ort 4 52° 38′ 56″ N, 7° 58′ 36″ O | Wagenschauer/Remise      | Das Fachwerkgebäude wurde unter einem Satteldach errichtet                                                                                         | 45208844 | BW   |
| Bergfelder Ort 4 52° 38′ 56″ N, 7° 58′ 35″ O | Nebengebäude             | Der Fachwerkschuppen steht unter einem Satteldach.                                                                                                 | 45208750 | BW   |

### Gruppe: Hof Wandstrath, ehemals Lieneschd
Die Gruppe „Hof Wandstrath, ehemals Lieneschd“ besteht aus einer mehrseitigen Hofanlage mit einem großen Garten aus dem 18./19. Jahrhundert und einem hohen Baumbestand. Die Gruppe hat die ID 45209385.

| Lage                                          | Bezeichnung              | Beschreibung | ID       | Bild |
| --------------------------------------------- | ------------------------ | --- | -------- | ---- |
| Bergfelder Ort 14 52° 38′ 50″ N, 7° 58′ 33″ O | Wohn-/Wirtschaftsgebäude | Das Zweiständer-Hallenhaus wurde 1756 unter einem Satteldach errichtet. Wohn- und Wirtschaftsgiebel kragen jeweils dreifach vor. | 45209429 | BW   |
| Bergfelder Ort 14 52° 38′ 49″ N, 7° 58′ 33″ O | Scheune                  | Die Fachwerkscheune mit vier Quereinfahrten wurde 1851 unter einem Satteldach errichtet.                                         | 45209486 | BW   |
| Bergfelder Ort 14 52° 38′ 49″ N, 7° 58′ 32″ O | Stall                    | Der Fachwerkstall steht unter einem Satteldach.                                                                                  | 45209539 | BW   |
| Bergfelder Ort 14 52° 38′ 49″ N, 7° 58′ 34″ O | Stall                    | Der Fachwerkstall steht unter einem Satteldach und wird nun als Schuppen genutzt. Beide Giebel kragen zweifach vor.              | 45209576 | BW   |
| Bergfelder Ort 14 52° 38′ 50″ N, 7° 58′ 32″ O | Backhaus                 | Das Fachwerkgebäude von 1790 steht unter einem Satteldach. Der Backofen wurde entfernt.                                          | 45209614 | BW   |
| Bergfelder Ort 14 52° 38′ 50″ N, 7° 58′ 33″ O | Nebengebäude             | Das Fachwerkgebäude steht unter einem Satteldach.                                                                                | 45209654 | BW   |

### Gruppe: Hof Meyer zu Devern
Die Gruppe „Hof Meyer zu Devern“ besteht aus einer mehrseitigen Hofanlage mit einer Zufahrtsallee. Die Gruppe hat die ID 45208984.

| Lage                                 | Bezeichnung              | Beschreibung | ID       | Bild |
| ------------------------------------ | ------------------------ | --- | -------- | ---- |
| Devern 3 52° 37′ 18″ N, 7° 57′ 53″ O | Wohn-/Wirtschaftsgebäude | Das Zweiständer-Hallenhaus wurde 1790 unter einem Satteldach errichtet. Der Wirtschaftsgiebel kragt vierfach, der Wohngiebel dreifach vor. | 35468148 | BW   |
| Devern 3 52° 37′ 19″ N, 7° 57′ 54″ O | Scheune                  | Die Fachwerkscheune mit vier Quereinfahrten steht unter einem Satteldach.                                                                  | 45209088 | BW   |
| Devern 3 52° 37′ 19″ N, 7° 57′ 53″ O | Scheune                  | Die Fachwerkscheune mit drei Querdurchfahrten wurde 1799 unter einem Satteldach errichtet und 1933 erneuert.                               | 45209145 | BW   |
| Devern 3 52° 37′ 19″ N, 7° 57′ 52″ O | Stall                    | Der Fachwerkstall steht unter einem Satteldach. Beide Giebel kragen zweifach vor.                                                          | 45209208 | BW   |
| Devern 3 52° 37′ 18″ N, 7° 57′ 52″ O | Backhaus                 | Das anderthalbgeschossige Fachwerkgebäude von 1799 war vermutlich ursprünglich als Stall errichtet worden.                                 | 45209254 | BW   |
| Devern 3 52° 37′ 17″ N, 7° 57′ 52″ O | Speicher                 | Der anderthalbgeschossige Fachwerkspeicher von 1792 steht unter einem Satteldach.                                                          | 45209304 | BW   |

### Gruppe: Hof Sandmann
Die Gruppe „Hof Sandmann“ besteht aus einer mehrseitigen Hofanlage mit zahlreichen Gebäuden, die erst nach dem Zweiten Weltkrieg entstanden. Die Gruppe hat die ID 45210282.

| Lage                                  | Bezeichnung              | Beschreibung | ID       | Bild |
| ------------------------------------- | ------------------------ | --- | -------- | ---- |
| Devern 12 52° 37′ 51″ N, 7° 58′ 1″ O  | Wohn-/Wirtschaftsgebäude | Das Zweiständer-Hallenhaus wurde 1748 unter einem Satteldach errichtet. Wohn- und Wirtschaftsgiebel kragen jeweils dreifach vor. | 45210348 | BW   |
| Devern 12 52° 37′ 50″ N, 7° 57′ 59″ O | Scheune                  | Die Fachwerkscheune wurde 1751 mit drei Querdurchfahrten unter einem Satteldach errichtet.                                       | 45210483 | BW   |
| Devern 12 52° 37′ 50″ N, 7° 58′ 0″ O  | Stall                    | Der Fachwerkstall mit zwei Einfahrten steht unter einem Satteldach. Am Stall befindet sich ein Anbau mit Pultdach.               | 45210424 | BW   |
| Devern 12 52° 37′ 51″ N, 7° 57′ 59″ O | Stall                    | Der Fachwerkstall mit drei Quereinfahrten steht unter einem Satteldach.                                                          | 45210424 | BW   |
| Devern 12 52° 37′ 49″ N, 7° 58′ 2″ O  | Stall                    | Der Hühnerstall wurde 1953 aus dem Holz der früheren Mühle erbaut.                                                               | 45210844 | BW   |
| Devern 12 52° 37′ 51″ N, 7° 57′ 58″ O | Speicher                 | Der zweigeschossige Fachwerkspeicher unter einem Satteldach wurde hierher um 1930 versetzt.                                      | 45210547 | BW   |
| Devern 12 52° 37′ 51″ N, 7° 57′ 58″ O | Speicher                 | Der 1696 errichtete zweigeschossige Fachwerkspeicher unter einem Satteldach wurde hierher aus dem Ort Badbergen versetzt.        | 45210624 | BW   |
| Devern 12 52° 37′ 52″ N, 7° 57′ 57″ O | Nebengebäude             | Der Fachwerkschuppen steht unter einem Satteldach.                                                                               | 45210662 | BW   |
| Devern 12 52° 37′ 52″ N, 7° 57′ 59″ O | Nebengebäude             | Der Fachwerkschuppen steht unter einem Pultdach.                                                                                 | 45210708 | BW   |
| Devern 12 52° 37′ 51″ N, 7° 58′ 3″ O  | Nebengebäude             | Das Fachwerkgebäude jüngeren Datums wird als Garage genutzt.                                                                     | 45210818 | BW   |
| Devern 12 52° 37′ 50″ N, 7° 57′ 58″ O | Toranlage                | Die Toranlage ist ein zweiflügeliges Holzportal mit der Datierung 1949.                                                          | 45210886 | BW   |

### Gruppe: Hof Huster-Hagemann
Die Gruppe „Hof Huster-Hagemann“ besteht aus einer mehrseitigen Hofanlage mit einem Wohn-/Wirtschaftsgebäude mit Garten, einer Scheune (eine weitere Scheune war 1959 abgebrannt) und einem Unterstand. Wegen der Veränderungen wurde die Hofanlage ab 1986 nicht mehr im Denkmalverzeichnis geführt. Lediglich das Hauptgebäude blieb im Denkmalverzeichnis. Die Gruppe hatte die ID 45211332.

| Lage                                          | Bezeichnung              | Beschreibung | ID       | Bild |
| --------------------------------------------- | ------------------------ | --- | -------- | ---- |
| Esslinger Heide 17 52° 38′ 15″ N, 7° 58′ 7″ O | Wohn-/Wirtschaftsgebäude | Das Zweiständer-Hallenhaus wurde 1790 unter einem Satteldach errichtet. Der Wohn- und Wirtschaftsgiebel kragen jeweils dreifach vor. | 45211404 | BW   |

### Gruppe: Hof Koke
Die Gruppe „Hof Koke“ besteht aus einer dreiseitigen Hofanlage aus dem 18./19. Jahrhundert. Die Gruppe hat die ID 45212015.

| Lage                                         | Bezeichnung              | Beschreibung | ID       | Bild |
| -------------------------------------------- | ------------------------ | --- | -------- | ---- |
| Gehrder Straße 31 52° 37′ 3″ N, 7° 58′ 33″ O | Wohn-/Wirtschaftsgebäude | Das Zweiständer-Hallenhaus wurde 1790 unter einem Satteldach errichtet. Der Wirtschaftsgiebel kragt dreifach vor. Zwischen 1955 und 1960 erfolgten Umbauten. | 45212035 | BW   |
| Gehrder Straße 31 52° 37′ 3″ N, 7° 58′ 34″ O | Scheune                  | Die Fachwerkscheune mit zwei Querdurchfahrten wurde 1868 unter einem Satteldach errichtet. Der Vordergiebel kragt dreifach, der Rückgiebel zweifach vor.     | 45212057 | BW   |
| Gehrder Straße 31 52° 37′ 4″ N, 7° 58′ 33″ O | Stall                    | Der Fachwerkstall steht unter einem Satteldach. | 45212078 | BW   |

### Gruppe: Hof Kuhlmann
Die Gruppe „Hof Kuhlmann“ besteht aus einer zweiseitigen Hofanlage mit einem Wohn-/Wirtschaftsgebäude, einer Scheune und zwei Wagenschauern. Wegen der Veränderungen wurde die Hofanlage ab 1986 nicht mehr im Denkmalverzeichnis geführt. 2013 wurde das Hauptgebäude wieder aufgenommen. Die Gruppe hatte die ID 41942570.

| Lage                                          | Bezeichnung              | Beschreibung | ID       | Bild |
| --------------------------------------------- | ------------------------ | --- | -------- | ---- |
| Matschenstraße 24 52° 38′ 18″ N, 7° 58′ 35″ O | Wohn-/Wirtschaftsgebäude | Das Zweiständer-Hallenhaus wurde 1819 unter einem Satteldach errichtet. Der Wirtschaftsgiebel kragt dreifach, der Wohngiebel zweifach vor. | 41937868 | BW   |

### Gruppe: Gut Schulenburg
Die Gruppe „Gut Schulenburg“ ist das barocke Gut, das ab dem 18. Jahrhundert an Stelle der früheren Burganlage des 13. Jahrhunderts angelegt wurde. Von 1579 bis 1906 war die Burg bzw. das Gut im Eigentum der Familie von Dincklage. Die Gruppe hat die ID 35319731.

| Lage                                        | Bezeichnung        | Beschreibung | ID       | Bild |
| ------------------------------------------- | ------------------ | --- | -------- | ---- |
| Schulenburg 117 52° 37′ 22″ N, 7° 58′ 58″ O | Herrenhaus         | Das zweigeschossige massive Gebäude mit Zentralportal wurde 1755 durch Adam Levin von Dincklage errichtet. Ein drittes Geschoss ist vermutlich später abgetragen worden.                                                         | 35467018 | BW   |
| Schulenburg 117 52° 37′ 23″ N, 7° 58′ 56″ O | Wirtschaftsgebäude | Das eingeschossige Fachwerkgebäude mit einem Zwerchgiebel über der Doppeleinfahrt auf einem rechtwinkligen Grundriss wurde Mitte des 18. Jahrhunderts unter einem Walmdach errichtet. 2021 wurde eine Abrissgenehmigung erteilt. | 35468081 | BW   |
| Schulenburg 117 52° 37′ 23″ N, 7° 59′ 1″ O  | Garten             | Der im ausgehenden 19. Jahrhundert angelegte Landschaftsgarten besteht aus einem Nutzgarten, einer Vorfahrt und altem Baumbestand.                                                                                               | 35468053 | BW   |
| Schulenburg 117 52° 37′ 22″ N, 7° 59′ 3″ O  | Wasserfläche       | Die Graftanlage mit Teich wurde 1750 mit der Gutsanlage errichtet. Im Westen ist die Graft versandet. | 45210671 | BW   |
| Schulenburg 117 52° 37′ 28″ N, 7° 59′ 0″ O  | Zufahrt            | Die mit aus Lesesteinen gepflasterte („Katzenkopfpflaster“) Zufahrt wird von einer zweireihigen Eichenallee flankiert. Sie wurde mit der Errichtung der Gutsanlage Mitte des 18. Jahrhunderts angelegt.                          | 47574911 | BW   |

### Gruppe: Hof Merschmann
Die Gruppe „Hof Merschmann“ besteht aus einer mehrseitigen Hofanlage mit einem Garten. Die Gruppe hat die ID 45211303.

| Lage                                          | Bezeichnung              | Beschreibung | ID       | Bild |
| --------------------------------------------- | ------------------------ | --- | -------- | ---- |
| Merschmanns Weg 2 52° 38′ 52″ N, 7° 56′ 45″ O | Wohn-/Wirtschaftsgebäude | Das Zweiständer-Hallenhaus wurde 1743 unter einem Satteldach errichtet. Der Wirtschaftsgiebel kragt vierfach, der Wohngiebel dreifach vor. | 45211325 | BW   |
| Merschmanns Weg 2 52° 38′ 53″ N, 7° 56′ 46″ O | Scheune                  | Die Fachwerkscheune wurde in Wiederverwendung anderer Hölzer einer Scheune errichtet. Erheblicher Umbau fand zwischen 1965 und 1970 statt. | 45211369 | BW   |
| Merschmanns Weg 2 52° 38′ 52″ N, 7° 56′ 46″ O | Stall                    | Der Fachwerkstall wurde unter einem Satteldach errichtet. Beide Giebel kragen zweifach vor.                                                | 45211456 | BW   |
| Merschmanns Weg 2 52° 38′ 52″ N, 7° 56′ 47″ O | Wagenschauer/Remise      | Das Fachwerkgebäude mit Querdurchfahrt und einem Zwerchgiebel wurde aus einer früheren Scheune errichtet.                                  | 45211397 | BW   |
| Merschmanns Weg 2 52° 38′ 51″ N, 7° 56′ 45″ O | Wagenschauer/Remise      | Das Fachwerkgebäude mit drei Quereinfahrten wurde unter einem Satteldach errichtet.                                                        | 45211430 | BW   |
| Merschmanns Weg 2 52° 38′ 53″ N, 7° 56′ 51″ O | Zufahrt                  | Die Zufahrt zur Hofanlage wurde als doppelreihige Pappelallee gestaltet.                                                                   | 51697563 | BW   |
| Merschmanns Weg 2 52° 38′ 53″ N, 7° 56′ 44″ O | Garten                   | Der Bauerngarten zeigt zahlreiche Laub- und Nadelbäume.                                                                                    | 51697812 | BW   |

### Gruppe: Hof Rahrt
| Lage                                                        | Bezeichnung              | Beschreibung | ID       | Bild |
| ----------------------------------------------------------- | ------------------------ | --- | -------- | ---- |
| Bahnhofstraße 37 (Rahrtstraße 5) 52° 38′ 1″ N, 7° 58′ 34″ O | Wohn-/Wirtschaftsgebäude | Das Vierständer-Hallenhaus wurde 1839 unter einem Halbwalmdach errichtet. Wohn- und Wirtschaftsgiebel kragen jeweils zweifach vor.                                                                           | 45165426 | BW   |
| Bahnhofstraße 37 (Rahrtstraße 5) 52° 38′ 1″ N, 7° 58′ 36″ O | Scheune                  | Die Fachwerkscheune mit einer Längseinfahrt und einer Querdurchfahrt wurde 1705 unter einem Halbwalmdach errichtet. Wegen der Veränderungen wurde das Gebäude 1986 nicht mehr im Denkmalverzeichnis geführt. | 45211249 | BW   |

### Gruppe: Hof Pahlmann
Die Gruppe „Hof Pahlmann“ besteht aus einer mehrseitigen Hofanlage. Die Gruppe hat die ID 45209565.

| Lage                                         | Bezeichnung              | Beschreibung | ID       | Bild |
| -------------------------------------------- | ------------------------ | --- | -------- | ---- |
| Schwarter Ort 18 52° 38′ 55″ N, 7° 57′ 54″ O | Wohn-/Wirtschaftsgebäude | Das Zweiständer-Hallenhaus wurde 1806 unter einem Satteldach errichtet. Wohn- und Wirtschaftsgiebel kragen jeweils zweifach vor. 1968 wurde ein Umbau vorgenommen. | 45209662 | BW   |
| Schwarte Ort 18 52° 38′ 54″ N, 7° 57′ 54″ O  | Scheune                  | Die Fachwerkscheune mit drei Quereinfahrten steht unter einem Satteldach. Der Vordergiebel kragt zweifach vor.                                                     | 45209723 | BW   |
| Schwarte Ort 18 52° 38′ 54″ N, 7° 57′ 55″ O  | Stall                    | Das Fachwerkgebäude steht unter einem Satteldach. | 45209701 | BW   |
| Schwarte Ort 18 52° 38′ 55″ N, 7° 57′ 53″ O  | Nebengebäude             | Der Fachwerkschuppen steht unter einem Pultdach. | 45209758 | BW   |

### Gruppe: Hof Renzenbrink, ehemals Bringmann
Die Gruppe „Hof Renzenbrink, ehemals Bringmann“ besteht aus einer mehrseitigen Hofanlage. Die Gruppe hat die ID 45209262.

| Lage                                         | Bezeichnung              | Beschreibung | ID       | Bild |
| -------------------------------------------- | ------------------------ | --- | -------- | ---- |
| Schwarter Ort 25 52° 38′ 39″ N, 7° 58′ 26″ O | Wohn-/Wirtschaftsgebäude | Das Vierständer-Hallenhaus wurde 1884 unter einem Satteldach errichtet. Wohn- und Wirtschaftsgiebel kragen jeweils dreifach vor. | 45209358 | BW   |
| Schwarter Ort 25 52° 38′ 40″ N, 7° 58′ 26″ O | Scheune                  | Die Fachwerkscheune mit drei Quereinfahrten steht unter einem Satteldach. Beide Giebel kragen zweifach vor.                      | 45209404 | BW   |
| Schwarter Ort 25 52° 38′ 39″ N, 7° 58′ 27″ O | Stall                    | Der Fachwerkstall wurde 1908 unter einem Satteldach errichtet. Der Vordergiebel kragt zweifach vor.                              | 45209436 | BW   |
| Schwarter Ort 25 52° 38′ 40″ N, 7° 58′ 25″ O | Stall                    | Der Fachwerkstall aus einer Scheune unter einem Satteldach umgebaut. Beide Giebel kragen jeweils zweifach vor.                   | 45209477 | BW   |
| Schwarter Ort 25 52° 38′ 39″ N, 7° 58′ 26″ O | Nebengebäude             | Der Backsteinschuppen wurde nach 2017 zerstört und aus dem Denkmalverzeichnis gestrichen.                                        | 51699105 | BW   |
| Schwarter Ort 25 52° 38′ 39″ N, 7° 58′ 28″ O | Wagenschauer/Remise      | Das Fachwerkgebäude wurde nach 2017 zerstört und aus dem Denkmalverzeichnis gestrichen.                                          | 51699218 | BW   |

### Gruppe: Hof Brinkmann, ehemals Thesfeld
Die Gruppe „Hof Brinkmann, ehemals Thesfeld“ besteht aus einer mehrseitigen Hofanlage unter einem hohen Baumbestand. Die Gruppe hat die ID 45209009.

| Lage                                         | Bezeichnung              | Beschreibung | ID       | Bild |
| -------------------------------------------- | ------------------------ | --- | -------- | ---- |
| Schwarter Ort 26 52° 38′ 46″ N, 7° 57′ 48″ O | Wohn-/Wirtschaftsgebäude | Das Zweiständer-Hallenhaus wurde 1833 unter einem Satteldach errichtet. Der Wirtschaftsgiebel kragt zweifach vor. Wegen eines Brandes 1911 wurde das Kammerfach und der Wohngiebel neu errichtet. | 45209029 | BW   |
| Schwarter Ort 26 52° 38′ 46″ N, 7° 57′ 49″ O | Scheune                  | Die Fachwerkscheune mit Querdurchfahrt wurde 1837 errichtet. Beide Giebel kragen zweifach vor. | 45209060 | BW   |
| Schwarter Ort 26 52° 38′ 47″ N, 7° 57′ 48″ O | Stall                    | Der Fachwerkstall steht unter einem Satteldach. Beide Giebel kragen zweifach vor. | 45209097 | BW   |
| Schwarter Ort 26 52° 38′ 47″ N, 7° 57′ 48″ O | Wagenschauer/Remise      | Das Fachwerkgebäude mit drei Querdurchfahrten steht unter einem Pultdach. | 45209136 | BW   |
| Schwarter Ort 26 52° 38′ 47″ N, 7° 57′ 47″ O | Wagenschauer/Remise      | Das Fachwerkgebäude steht auf einem Backsteinsockel. | 45209169 | BW   |

### Gruppe: Hof Heye auf der Lage
Die Gruppe „Hof Heye auf der Lage“ bestand aus einer mehrseitigen Hofanlage. Mit dem Brand, dem das Hauptgebäude, die Scheune und ein Wagenschauer zum Opfer gefallen war, ist die Hofanlage als solches untergegangen. Die Gruppe hatte die ID 51690580.

| Lage                                       | Bezeichnung              | Beschreibung | ID       | Bild |
| ------------------------------------------ | ------------------------ | --- | -------- | ---- |
| Rahrtstraße 1 52° 37′ 59″ N, 7° 58′ 44″ O  | Wohn-/Wirtschaftsgebäude | Das Vierständer-Hallenhaus wurde 1833 aus einem früheren Zweiständergebäude unter einem Satteldach umgebaut. Wohn- und Wirtschaftsgiebel kragen jeweils dreifach vor. 2008 wurde das Gebäude nach einem Brand abgerissen und aus dem Denkmalverzeichnis entfernt. | 37258108 | BW   |
| Rahrtstraße 6a 52° 37′ 59″ N, 7° 58′ 41″ O | Speicher                 | Der zweigeschossige Fachwerkspeicher wurde 1788 unter einem Satteldach errichtet. Beide Giebel kragen zweifach vor. | 45210918 | BW   |
| Rahrtstraße 52° 37′ 58″ N, 7° 58′ 41″ O    | Backhaus                 | Das anderthalbgeschossige Fachwerkgebäude wurde 1793 unter einem Satteldach errichtet. Beide Giebel kragen zweifach vor. | 45211046 | BW   |

### Einzeldenkmale
| Lage                                         | Bezeichnung              | Beschreibung | ID       | Bild           |
| -------------------------------------------- | ------------------------ | --- | -------- | -------------- |
| Am Bahnhof 3 52° 37′ 54″ N, 7° 57′ 39″ O     | Empfangsgebäude          | 1875 wurde das Backsteingebäude unter einem Satteldach errichtet. | 45196983 | BW             |
| Am Judenfriedhof 52° 38′ 59″ N, 7° 57′ 21″ O | Friedhof                 | Der 1838 angelegte Friedhof mit 48 Grabmalen wird durch eine Backsteinmauer eingefasst. 1935 wurde der Friedhof, nachdem er 1932 erweitert worden war, aufgegeben.            | 41546223 | Weitere Bilder |
| Am Wasserwerk 4B 52° 39′ 8″ N, 7° 59′ 4″ O   | Wohn-/Wirtschaftsgebäude | Das Zweiständer-Hallenhaus wurde als Heuerhaus für den Hof Drühe 1620 errichtet und 1753 umgebaut.                                                                            | 45197158 | BW             |
| Devern 3d 52° 37′ 19″ N, 7° 57′ 41″ O        | Wohn-/Wirtschaftsgebäude | Das Zweiständer-Hallenhaus wurde als Heuerhaus für den Hof Meyer zu Devern 1761 unter einem Satteldach errichtet.                                                             | 45210169 | BW             |
| Schulenburg 117B 52° 37′ 18″ N, 7° 59′ 5″ O  | Wohn-/Wirtschaftsgebäude | Das Zweiständer-Hallenhaus wurde als Heuerhaus für das Gut Schulenburg Mitte des 18. Jahrhunderts unter einem Satteldach errichtet. Der Wirtschaftsgiebel kragt zweifach vor. | 45210197 | BW             |

### Ehemalige Denkmale
| Lage                                                   | Bezeichnung              | Beschreibung | ID       | Bild |
| ------------------------------------------------------ | ------------------------ | --- | -------- | ---- |
| Alte Heerstraße 36 52° 38′ 39″ N, 7° 58′ 31″ O         | Hofanlage                | Die Hofanlage wurde ab 1986 nicht mehr im Denkmalverzeichnis geführt. | 51666787 | BW   |
| Alte Heerstraße 63 52° 38′ 27″ N, 7° 58′ 31″ O         | Wohn-/Wirtschaftsgebäude | Das Fachwerkgebäude stand unter einem Satteldach. Es wurde 1986 nicht mehr im Denkmalverzeichnis geführt und später abgerissen. | 51667547 | BW   |
| Am Wasserwerk 14c 52° 39′ 5″ N, 7° 59′ 2″ O            | Wohn-/Wirtschaftsgebäude | Das Zweiständer-Hallenhaus wurde 1865 als Heuerhaus für den Hof Wandstrath (ehemals Drees-Linesch) unter einem Satteldach errichtet. Wegen der Veränderungen wurde das Gebäude ab 2017 nicht mehr im Denkmalverzeichnis geführt.                                                                           | 45315640 | BW   |
| Am Wasserwerk 163 52° 39′ 2″ N, 7° 58′ 55″ O           | Wasserwerk               | Das anderthalbgeschossige ehemalige Wasserwerk wurde zwischen 1910 und 1915 unter einem Satteldach errichtet. Wegen der Veränderungen wurde es ab 1982 nicht mehr im Denkmalverzeichnis geführt. | 47185542 | BW   |
| An der B68 69 52° 37′ 12″ N, 7° 58′ 24″ O              | Hofanlage                | Die Hofanlage wurde ab 1986 nicht mehr im Denkmalverzeichnis geführt. | 51673311 | BW   |
| Bahnhofstraße 39, 39a 52° 38′ 5″ N, 7° 58′ 27″ O       | Hofanlage                | Die Hofanlage wurde wegen der Veränderungen ab 1986 nicht mehr im Denkmalverzeichnis geführt. | 51667954 | BW   |
| Bubertsort 42 52° 38′ 53″ N, 7° 59′ 9″ O               | Wohn-/Wirtschaftsgebäude | Das Zweiständer-Hallenhaus wurde 1742 auf dem Hof Mette-Bubert unter einem Satteldach errichtet. Der Wirtschaftsgiebel kragt dreifach, der Wohngiebel zweifach vor. Wegen der Veränderungen wurde das Gebäude ab 1982 nicht mehr im Denkmalverzeichnis geführt.                                            | 36208744 | BW   |
| Devern 7 52° 37′ 26″ N, 7° 58′ 25″ O                   | Hofanlage                | Die Hofanlage wurde wegen der Veränderungen ab 1986 nicht mehr im Denkmalverzeichnis geführt. | 51673257 | BW   |
| Devern 13 52° 37′ 31″ N, 7° 58′ 1″ O                   | Hofanlage                | Die Hofanlage Grothe wurde wegen der Veränderungen ab 1986 nicht mehr im Denkmalverzeichnis geführt. | 51673136 | BW   |
| Devern 52° 37′ 55″ N, 7° 57′ 53″ O                     | Wohn-/Wirtschaftsgebäude | Das Doppelheuerhaus wurde unter einem Satteldach errichtet. Wegen der Veränderungen wurde das Gebäude ab 1982 nicht mehr im Denkmalverzeichnis geführt. | 51668273 | BW   |
| Gehrder Straße 73 52° 37′ 5″ N, 7° 58′ 34″ O           | Hofanlage                | Die Hofanlage wurde ab 1986 nicht mehr im Denkmalverzeichnis geführt. | 51673361 | BW   |
| Engelinghorst/In den Knüfen 52° 39′ 6″ N, 7° 57′ 39″ O | Wohn-/Wirtschaftsgebäude | Das Zweiständer-Hallenhaus wurde als Doppelheuerhaus für den Hof Brunswinkel (vormals Meyer zu Bergfeld) unter einem Satteldach errichtet. Als es abbrannte, wurde das Gebäude 2017 aus dem Denkmalverzeichnis gestrichen.                                                                                 | 45312010 | BW   |
| Matschenstraße 30 52° 38′ 19″ N, 7° 58′ 38″ O          | Wohn-/Wirtschaftsgebäude | Das Zweiständer-Hallenhaus wurde für den Hof Trine zur Kuhlen unter einem Satteldach errichtet. Das Kerngebäude ist von 1507. Ein Umbau erfolgte 1720. 1960 wurde das gesamte Gebäude zu Wohnzwecken umgebaut. Wegen der Veränderungen wurde das Gebäude ab 2023 nicht mehr im Denkmalverzeichnis geführt. | 53098997 | BW   |
| Schwarte Ort 52° 38′ 41″ N, 7° 58′ 22″ O               | Wohn-/Wirtschaftsgebäude | Das Heuerhaus wurde im Zuge des Straßenbaus der B68 abgebrochen und daher 2022 aus dem Denkmalverzeichnis gestrichen. | 51666821 | BW   |
| Wulfter Straße 56 52° 38′ 53″ N, 7° 59′ 4″ O           | Hofanlage                | Die Hofanlage wurde wegen der Veränderungen ab 1986 nicht mehr im Denkmalverzeichnis geführt. | 51667475 | BW   |